# Adasaurus
 Adasaurus  ist eine Gattung fleischfressender Dinosaurier aus der Gruppe der Dromaeosauridae. Bisher sind zwei unvollständige Skelette bekannt, die aus der Oberkreide der Mongolei stammen. Die einzige Art (Typusart) ist Adasaurus mongoliensis. Die für Dromaeosauriden charakteristische Sichelkralle an der zweiten (inneren) Zehe des Fußes war bei Adasaurus kleiner als bei verwandten Gattungen und nicht größer als die übrigen Krallen des Fußes.

## Merkmale
Adasaurus wird auf eine Länge von etwa 2,4 Metern und ein Gewicht von etwa 36 kg geschätzt. Anders als bei anderen Dromaeosauriden fehlte dem vorletzten Zehenglied (Phalange) der zweiten, die Sichelkralle tragenden Zehe asymmetrische Kämme. Deshalb wird vermutet, dass die Sichelkralle bei Adasaurus möglicherweise eine andere Funktion hatte als bei anderen Dromaeosauriden. Die Hinterbeine erscheinen im Vergleich mit anderen Dromaeosauriden sehr robust.
Diese Gattung zeigt einige Gemeinsamkeiten mit Velociraptor mongoliensis, einem anderen mongolischen Dromaeosauriden: So zeigen beide Gattungen ein verschmolzenes Scapulocoracoid (Schulterblatt und Rabenbein) sowie mit den Mittelfußknochen verschmolzene distale (untere) Fußknochen. Unterschiede zeigen sich jedoch in einigen Schädelknochen und an den Pleurocoelen (luftgefüllten Kammern) der Kreuzbeinwirbel, die bei Adasaurus nur in den vorderen Kreuzbeinwirbeln vorhanden waren. Von anderen Dromaeosauriden lässt sich Adasaurus neben der reduzierten Sichelkralle durch Merkmale im Schädel und im Becken abgrenzen: So zeigt das Stirnbein (Frontale) einen flachen dorsalen Kamm; außerdem war die Öffnung (Foramen) des Surangulare (ein Knochen des Unterkiefers) relativ groß. Der Präacetabular-Prozess des Darmbeins (Ilium) zeigt einen eingekerbten vorderen Rand.

## Systematik
Die systematische Position innerhalb der Dromaeosauridae ist umstritten. Rinchen Barsbold ordnete Adasaurus bei seiner Erstbeschreibung der Dromaeosaurinae zu; dieser Zuordnung folgten eine Reihe späterer Autoren. Eine neuere Studie von Currie und Longrich (2009) sieht Adasaurus jedoch als Vertreter der Velociraptorinae.

## Funde, Forschungsgeschichte und Namensgebung
Bisher sind zwei fragmentarische Skelette bekannt, die aus der Nemegt-Formation stammen, einer Gesteinseinheit in der südwestlichen Mongolei. Das Holotyp-Exemplar (Exemplarnummer MPD 100/20) stammt aus der Bugin-Tsav-Fundstelle und besteht aus dem hinteren Teil des Schädels sowie dem Postkranium (Restskelett); es fehlen Rippen, Arme und einige Fußknochen. Ein zweites Skelett (Exemplarnummer MPD 100/21) besteht aus dem rechten Fuß sowie zwei Schwanzwirbeln. Die Fossilien stammen aus dem frühen Maastrichtium und sind damit ca. 72 bis 69 Millionen Jahre alt.
Der Name Adasaurus tauchte erstmals 1977 in einer kurzen Veröffentlichung des berühmten mongolischen Paläontologen Rinchen Barsbold auf; hier wurden die Fossilien aber lediglich illustriert. Im Jahr 1983 veröffentlichte Rinchen Barsbold eine sehr kurze Beschreibung auf Basis der beiden Skelette. Im Jahr 2006 stellten Kubota und Barsbold eine Neuuntersuchung der Fossilien vor.
Rinchen Barsbold benannte die Gattung nach Ada, einen bösen Geist aus der mongolischen Mythologie. Das Art-Epitheton mongoliensis weist auf den Fundort, das Land Mongolei.